# 陳景星 (清朝武將)
陳景星（?—?），福建人，清朝军事人物。陳景星於1807年（嘉慶12年）奉旨接替王得祿，於台灣地區擔任澎湖水師協副將。而隸屬台灣鎮之下的此官職職等為正二品，是台灣清治時期的這階段，扼守台灣海峽的重要武將，並統帥兩標水營，數千名水師兵勇。